# Caradrina mona
Caradrina mona là một loài bướm đêm trong họ Noctuidae.